# Vol Caspian Airlines 7908
Le vol Caspian Airlines 7908 est un vol international régulier, effectué par un Tupolev Tu-154 entre Téhéran, en Iran, et Erevan, en Arménie, qui s'est écrasé le 15 juillet 2009, près du village de Jannatabad, à proximité de la ville de Qazvin, dans le nord de l'Iran. Les 168 passagers et membres d'équipages à bord sont tous morts, ce qui en fait le quatrième accident aérien le plus meurtrier survenue en Iran,.
L'enquête qui a suivi a révélé que ce crash a été causé par la désintégration d'un des disques du compresseur du moteur gauche (moteur n°1), consécutive à une rupture par fatigue. Outre la panne de ce moteur, de nombreux fragments du disque ont sectionné deux des trois systèmes de commande hydraulique et endommagé les conduites de carburant du moteur central (moteur n°2). Le carburant s'échappant de ces conduites endommagées s'est enflammé, provoquant un violent incendie qui a ensuite détruit les différents éléments permettant le contrôle des gouvernes de profondeur et de la gouverne de direction, entraînant la perte de contrôle de l'appareil.

## Avion et équipage

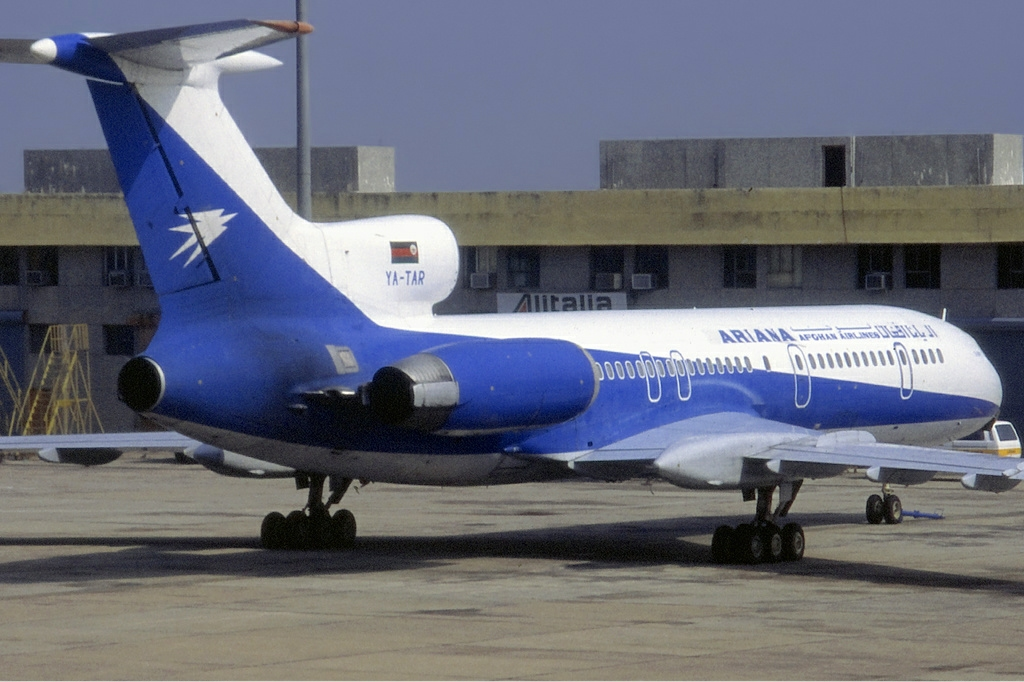
L'appareil impliqué dans l'accident, alors qu'il opérait pour Ariana Afghan Airlines (YA-TAR), ici à l'aéroport international Indira-Gandhi en août 1992.

L'appareil était un Tupolev Tu-154M construit en 1987 et exploité par la compagnie aérienne iranienne Caspian Airlines, selon un porte-parole de l'agence de l'aviation iranienne. Il était immatriculé EP-CPG (numéro de série 87A748), est d'abord entré en service le 20 avril 1987 pour Bakhtar Afghan Airlines (en) (immatriculation YA-TAR) et a ensuite été vendu à Ariana Afghan Airlines l'année suivante. Il a servi dans cette compagnie aérienne jusqu'à sa vente à Caspian Airlines le 15 mars 1998,. Il a finalement été réimmatriculé EP-CPG en 1999.
Ce triréacteur moyen/long-courrier a été contrôlé, en matière de sécurité, en juin 2009 et une licence de vol a été délivrée jusqu'en 2010. C'est ce qu'a également déclaré un responsable de l'aviation arménienne, affirmant que cette avion avait subi plusieurs contrôles techniques à l'aéroport de Mineralnye Vody, dans le sud de la Russie, en juin.
L'équipage de ce vol était composé du commandant de bord Ali Asghar Shir Akbari, du copilote Javad Masoumi Hesari, du navigateur Mahdi Firouse Souheil et de l'ingénieur de vol Nima Salehie Rezve.

## Accident
Le vol 7908 s'est écrasé à 11 h 33 UTC+3:30 (7 h 03 UTC), 16 minutes après son décollage de l'aéroport international Imam Khomeini de Téhéran. D'après les autorités, la queue de l'appareil a soudainement pris feu en vol. Le pilote a effectué plusieurs tours, essayant de trouver un endroit sûr pour atterrir, avant de toucher le sol à grande vitesse et de se désintégrer lors de l'impact. L'avion a été complètement détruit après s'être écrasé dans un champ, creusant un cratère d'une profondeur de 10 m. 

Un témoin oculaire, qui affirme s'être trouvé à moins de 300 m du lieu de l'accident, a décrit l'événement comme si « l'avion venait de tomber du ciel ». Trois heures après l'accident, plusieur petits incendies persistaient sur une zone de 200 mètres carrés. Un témoin a déclaré à l'agence de presse Fars : 

« J'ai vu l'avion juste au-dessus du sol. Ses roues étaient alors sorties et des flammes jaillissaient des parties inférieures du fuselage. Le pilote semblait vouloir atterrir, et quelques instants plus tard, l'avion a percuté le sol et s'est brisé en morceaux, qui se sont dispersés un peu partout. »

L'enregistreur phonique (CVR) et l'enregistreur de paramètres (FDR) de l'avion ont été retrouvés le 16 juillet 2009. Cependant, l'enquêteur en chef, Ahmad Majidi, a signalé que l'une des « boîtes noires » était endommagée. Les deux enregistreurs de vol ont été analysé avec succès et ont contribué à l'enquête sur cette accident.

## Victimes
Il est rapporté que 38 (dont deux membres d'équipage) des 168 passagers étaient des ressortissants iraniens. 40 autres passagers étaient des citoyens arméniens. Il y avait également à bord deux Géorgiens, deux Canadiens, et deux Australiens ayant la double nationalité iranienne. Il y avait également deux Américains d'origine iranienne.
| Nationalité | Passagers | Équipage | Total |
| ----------- | --------- | -------- | ----- |
| Arménie     | 40        | 13       | 53    |
| Iran        | 36        | 2        | 38    |
| Australie   | 2         | 0        | 2     |
| Canada      | 2         | 0        | 2     |
| États-Unis  | 2         | 0        | 2     |
| Géorgie     | 2         | 0        | 2     |
| Inconnu     | 69        | 0        | 69    |
| Total       | 153       | 15       | 168   |

### Personnalités à bord
- Levon Davidian, député iranien représentant la minorité religieuse des chrétiens arméniens au parlement iranien de 2000 à 2004[11].
- Huit membres et deux entraîneurs de l'équipe nationale junior de judo iranienne étaient également à bord[12].

## Conséquences

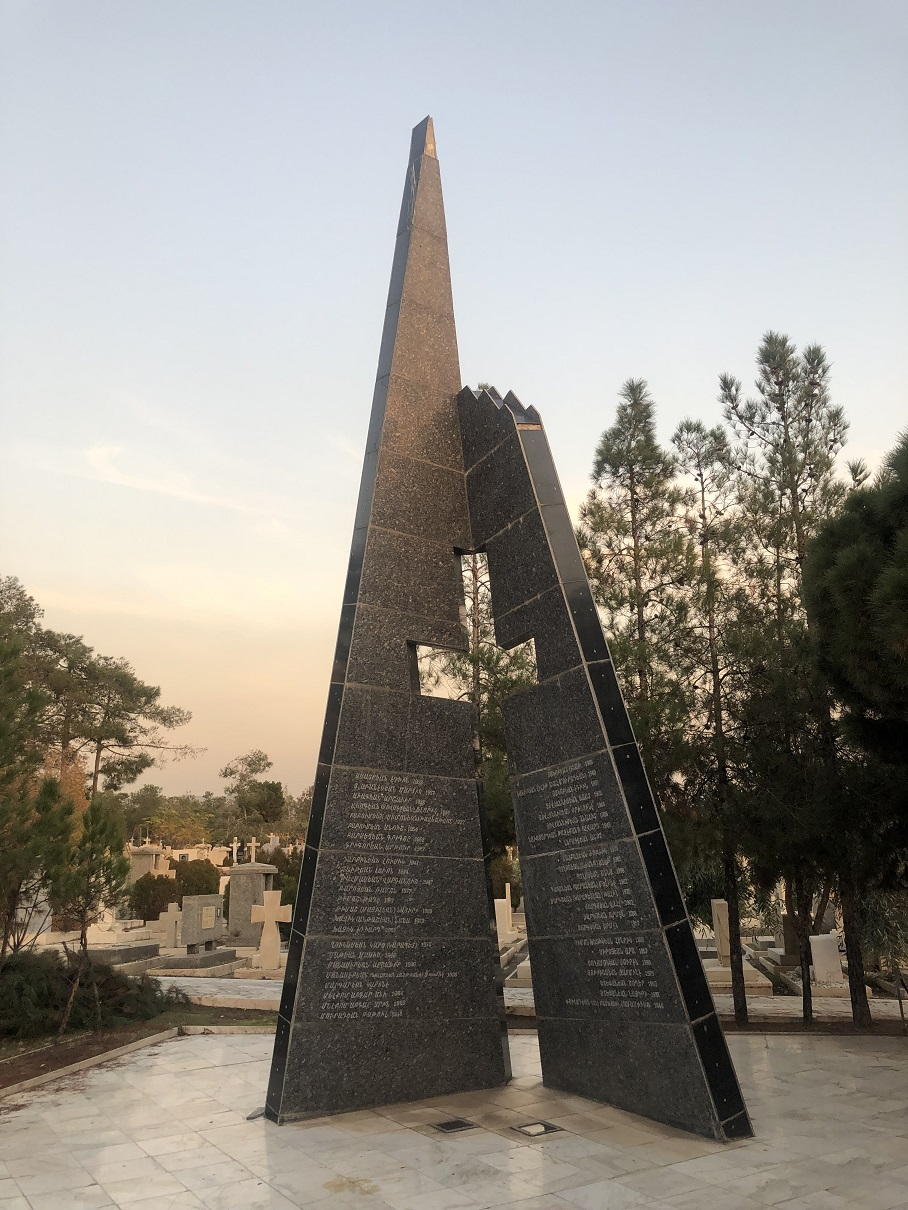
Mémorial en souvenir des victimes de l'accident.

Le présidents de la République islamique d'Iran, Mahmoud Ahmadinejad, a exprimé sa compassion pour les victimes et leurs familles. Le présidents d'Arménie, Serzh Sargsyan, signe un décret le 15 juillet, en déclarant le 16 juillet 2009 comme journée de deuil en Arménie.

## Enquête
Le président arménien, Serzh Sargsyan, a annoncé le 15 juillet la création d'une commission gouvernementale chargée d'enquêter sur cet accident. Elle serait dirigée par le vice-Premier ministre arménien, Armen Gevorgyan (en).
Les autorités iraniennes ont imputé l'accident du vol 7908 à des raisons techniques. Il a été affirmé que la cause principale était une panne moteur due à une collision aviaire, ce qui a provoqué un incendie entraînant la perte de contrôle et le crash de l'avion.
Le 23 décembre 2014, une chronologie des événements a été publiée : lors de la montée à 31 800 pieds (9 700 m), l’équipage a envoyé un message concernant un incendie dans le moteur n°1. La montée a été interrompue à 28 500 pieds (8 700 m). Trois minutes avant le crash, l’appareil a effectué un virage de 270° puis a commencé à descendre rapidement à une vitesse verticale élevée d’environ 230 pieds (70 m) par seconde. Seize minutes après le décollage, le Tu-154 a percuté le sol à grande vitesse dans un champ près du village de Jannatabad, à environ 120 km de Téhéran. La Commission a conclu que c'était la destruction du compresseur basse pression du moteur n°1 qui avait dispersé des débris qui ont endommagé le fuselage et des conduites de carburant, provoquant la propagation rapide de l'incendie.
Un rapport final a probablement été publié par les autorités iraniennes en 2011, bien qu'il n'ait pas été largement diffusé avant sa traduction partielle en anglais en 2019. Ce rapport a conclu que l'accident du vol 7908 a été causé par une rupture par fatigue du disque du premier étage du compresseur basse pression du moteur n°1, qui a entraîné la désintégration de ce disque. De nombreux fragments de métal ont ensuite détruit le moteur n°1, sectionné les systèmes hydrauliques n°1 et n°3 et partiellement sectionné les conduites de carburant du moteur n°2. Les composants chauds des moteurs et le liquide hydraulique ont enflammé le carburant qui s'échappait des conduites endommagées et ont rapidement provoqué un incendie important dans la partie arrière de l'avion. Cet incendie a, à son tour, détruit les systèmes mécaniques qui actionnent les gouvernes de profondeurs et de direction, entraînant la perte de contrôle de l'avion par les pilotes.
Avant l'accident, Tupolev avait publié un bulletin de service exigeant des tests plus rigoureux concernant les différents composants du compresseur basse pression. Cependant, ce bulletin n'était fourni qu'en russe et uniquement aux opérateurs russes. Six jours après le crash du vol 7908, l'avionneur russe a publié des bulletins de service équivalents à toutes les compagnies aérienne exploitant des Tupolev.